# BelkaCar
BelkaCar — каршеринговый сервис, предоставляющий услуги краткосрочной аренды автомобилей через мобильное приложение в Москве, Сочи, Краснодарском крае, Санкт-Петербурге. Сервис также представлен в Казани и Калининграде — здесь только долгосрочные аренды. Входит в четвёрку крупнейших каршеринговых сервисов России.

## История
Идея создать каршеринговый сервис возникла в октябре 2013 года. Екатерина Макарова, Лориана Сардар и Елена Мурадова, вдохновленные практичностью каршеринга в Милане, решили запустить аналогичный сервис в Москве. Для этого был проведен тщательный анализ рынка и дорожной ситуации в городе, а в качестве консультанта был приглашен Джулиан Эспириту — сооснователь крупнейшего в мире каршерингового сервиса Zipcar.
Сервис был официально запущен 25 октября 2016 года.
В октябре 2016 года, при поддержке департамента транспорта Москвы, 100 новых автомобилей выехали на улицы столицы. К январю 2017 года за ними последовали 150 Kia Rio и 50 Ford Fiesta. Через полгода на улицах Москвы появилось еще 600 автомобилей BelkaCar.
В мае 2017 года компания открыла парковку в инновационном центре «Сколково». К августу того же года компания объявила о запуске BelkaBlack — первого в России сервиса премиального каршеринга, где на старте было 100 Mercedes-Benz CLA.
К марту 2018 года сервис BelkaCar стал крупнейшим оператором каршеринга в Москве. В автопарке компании уже были новые модели Kia Rio X-Line и Mercedes-Benz GLA.
В июне 2018 года сервис BelkaCar запустился в Сочи. На старте в Сочи было 75 автомобилей Mercedes-Benz GLA. К декабрю того же года парк пополнился автомобилями Volkswagen Polo. В феврале 2019 года автопарк BelkaCar в Сочи пополнился автомобилями Kia Rio X-Line.
В июне 2020 года компания расширилась в Краснодарском крае, охватив побережье Анапы, Геленджика и Новороссийска сотней автомобилей Kia Rio X-Line.
В ноябре 2020 года BelkaCar и Renault объявили о сотрудничестве. Renault поставила в парк BelkaCar кроссоверы Renault Arkana.
К концу 2020 года в Сочи появились автомобили Mercedes-Benz GLC.
В марте 2021 года в рамках стратегического партнерства с «Фольксваген Груп Рус», сервис BelkaCar объявил о запуске подписок на автомобили. Клиентам была предложена премиальная подписка на аренду автомобиля на срок от 12 месяцев с широким набором дополнительных услуг и охватом по всей стране. Месяц спустя подключились другие крупные производители автомобилей — Audi и Škoda.
В октябре 2021 года сервис запустился в Краснодаре.
В мае 2023 года стал доступен в Санкт-Петербурге. С долгими арендами в июне 2023 года появился в Казани. А в июле того же года — в Калининграде. Долгая аренда — это аренда автомобиля на срок от 1-го до 14-ти дней.
В августе 2023 года сервис ввёл рейтинговую систему. Причиной стал инцидент 18 августа 2023 года, когда ребёнок укололся о шприц, спрятанный на заднем сиденье автомобиля (в шприце содержался мефедрон); было возбуждено уголовное дело.

## Судебные дела
21 марта 2018 года BelkaCar совместно со своим крупнейшим акционером, швейцарской компанией Bryanston Group, стали участниками судебного процесса. Процесс инициировали структуры Бенедикта Соботки, который ранее возглавлял Bryanston Group. В октябре 2018 года кипрский суд ограничил активы Bryanston Group на сумму €26,9 млн, а также запретил кипрской BelkaCar Ltd продавать 52,47% АО «Каршеринг» (эта компания управляет каршерингом BelkaCar).
В июне 2019 года Окружной суд Никосии на Кипре заморозил акции каршеринга BelkaСar. Обеспечительные меры касаются 46,36% сервиса BelkaСar. Истцом выступает B.S. Beteiligungsgesellschaft mbH.
6 сентября 2019 суд Никосии отклонил иск Соботки из-за недостоверной информации и осознанного ввода в заблуждение судебных представителей. Несмотря на судебный процесс, BelkaCar была выкуплена фондом Дмитрия Зимина BMT Private Equity Ltd (BMT) в октябре 2019 года, тем самым став единственным акционером каршеринга.
В июне 2024 года Тушинский райсуд вынес приговор по делу о хищении в 2017 году 52,47% акций BelkaCar. Фигуранты — гендиректор компании Singular СIS гражданин ФРГ Ральф Новак и инвестиционный директор швейцарского инвестфонда Winterberg Group Ильнур Азмуханов получили пять и четыре года общего режима и крупные штрафы. Новак на вынесение приговора не явился, спрятавшись в немецком посольстве. Только на следующий день он сдался властям. Дело рассматривалось по заявлению Бенедикта Соботки. По этому же делу в международный розыск объявлен Борис Зимин.

## Автопарк
На июль 2023 года парк BelkaCar насчитывает более 5500 автомобилей и состоит из следующих моделей: Kia Rio X-Line, Mercedes-Benz CLA, Mercedes-Benz GLA и GLC, Renault Arkana, Volkswagen Polo, Haval Jolion, Chery Tiggo 4, Chery Tiggo 7, Geely Coolray, Exeed LX, Exeed TXL, Porsche Macan, Porsche 911, Haval Dargo, Tesla Model 3.   

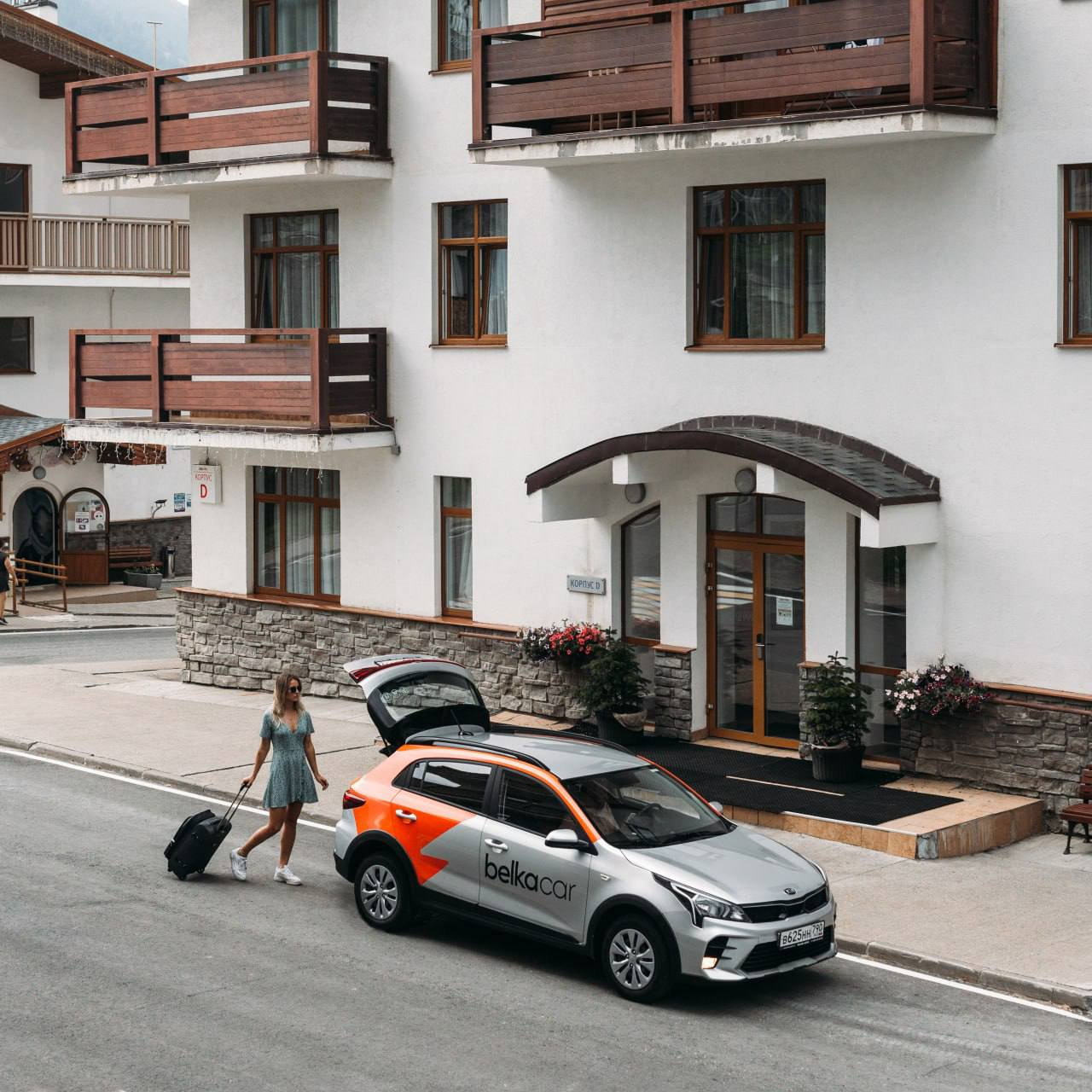
Kia Rio X-line
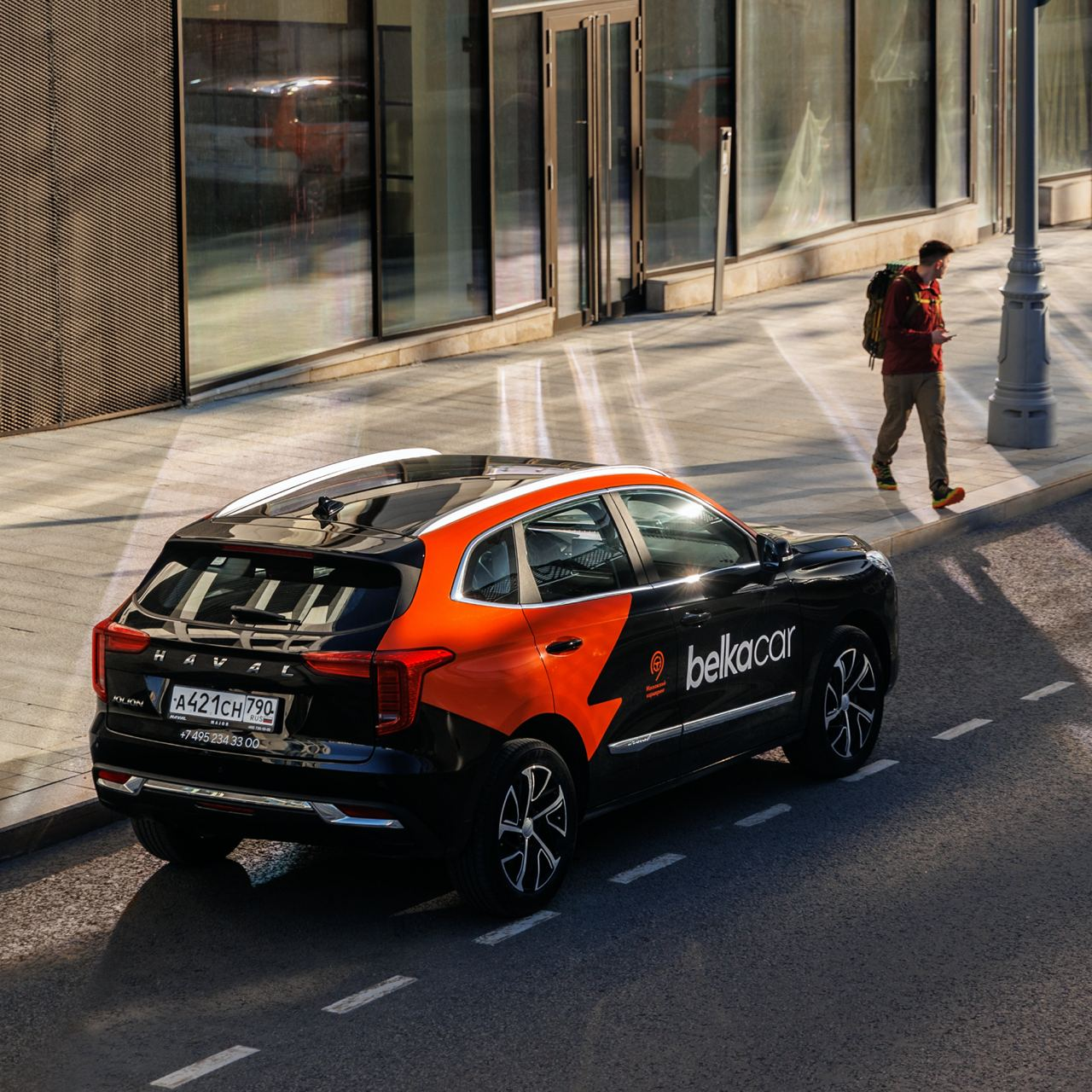
Haval Jolion
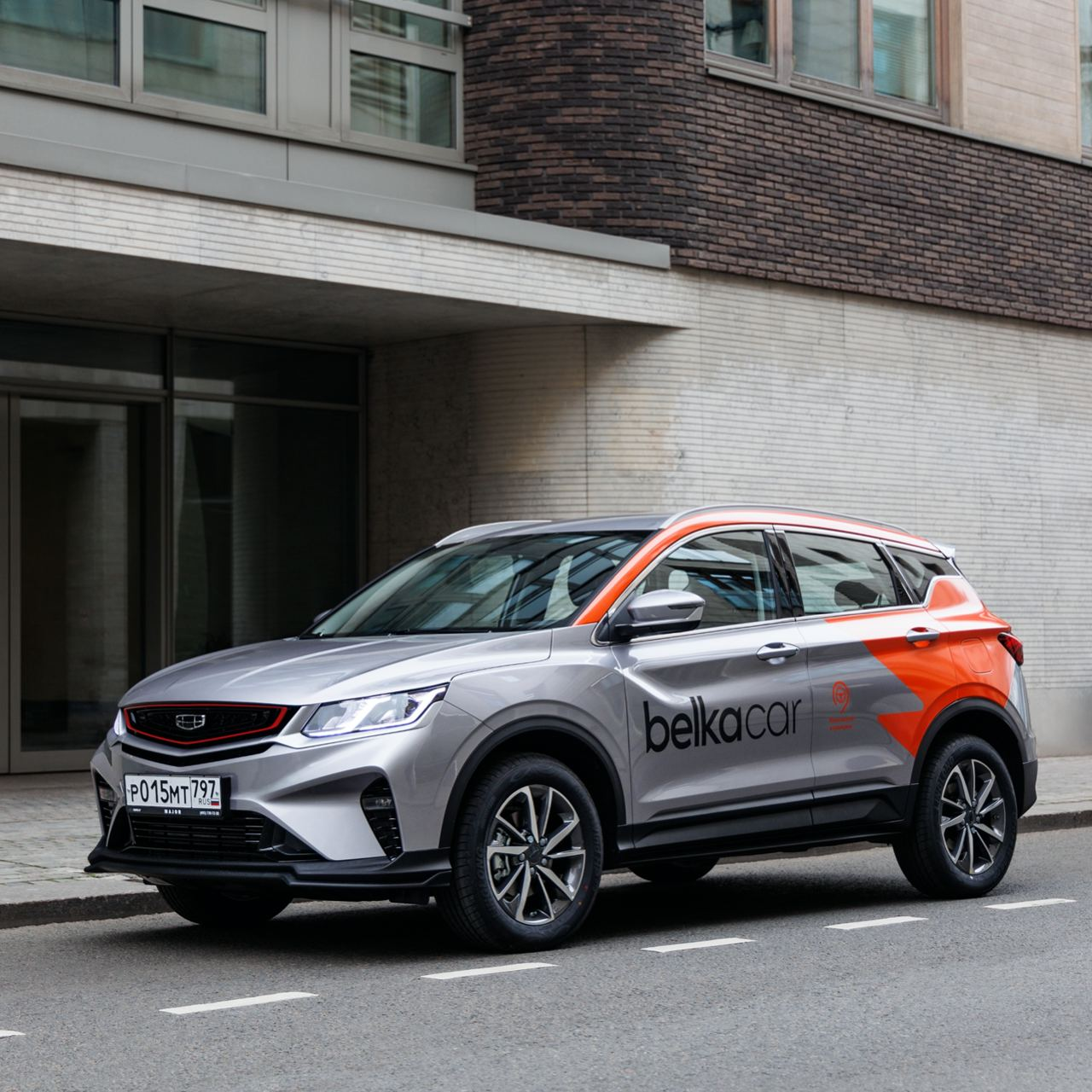
Geely Coolray
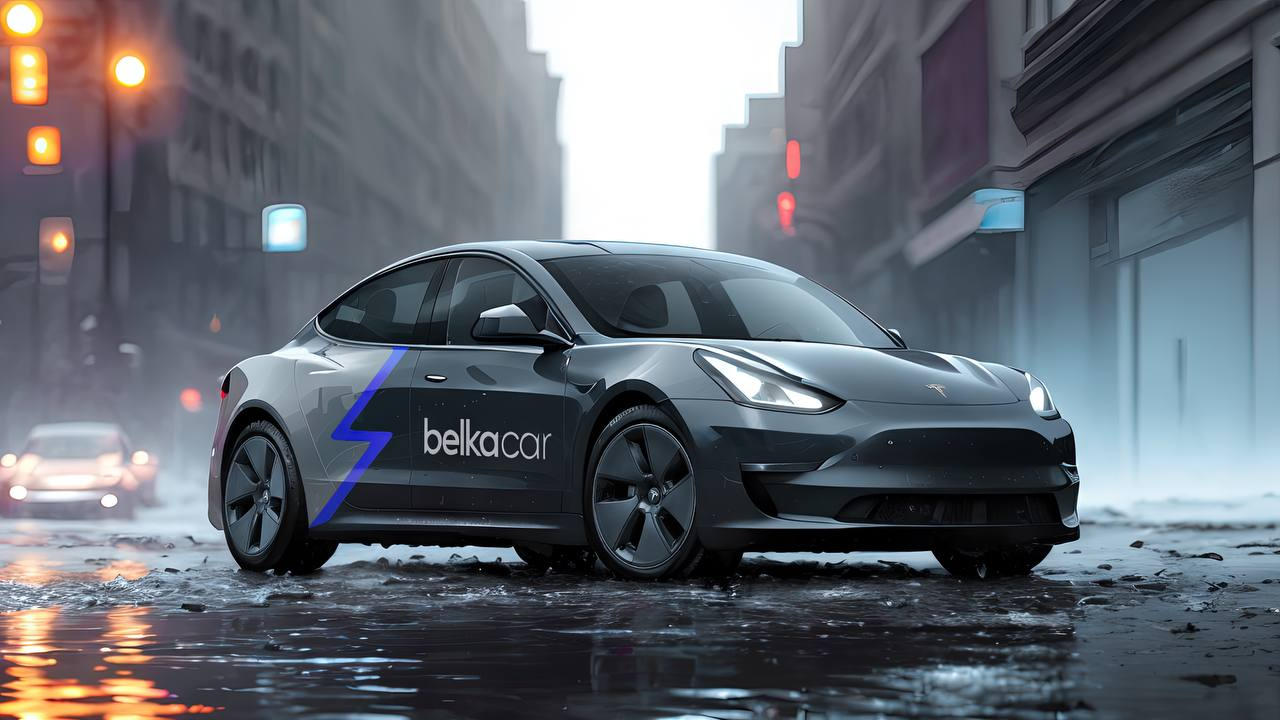
Tesla Model 3
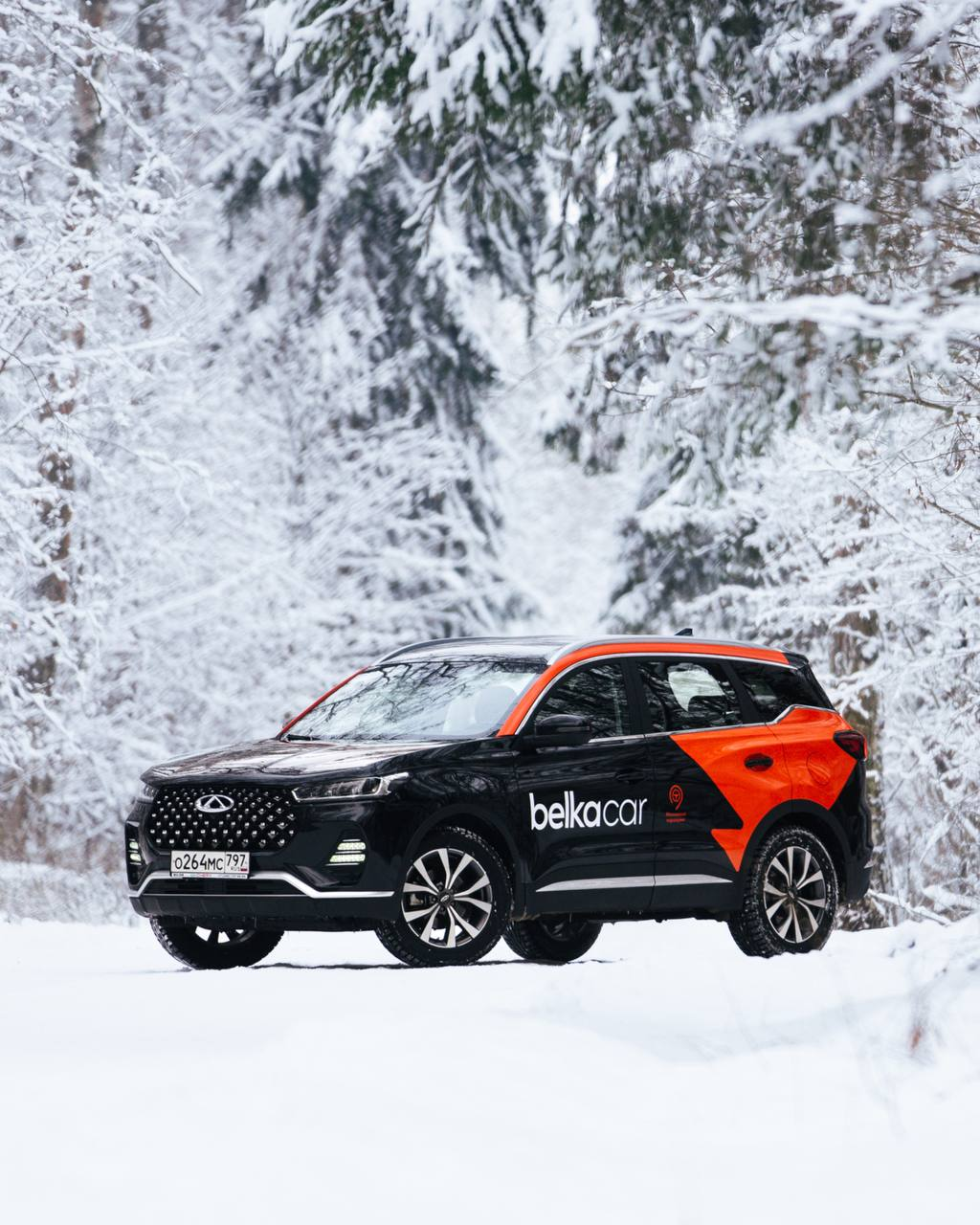
Chery Tiggo 7